# 원반 은하

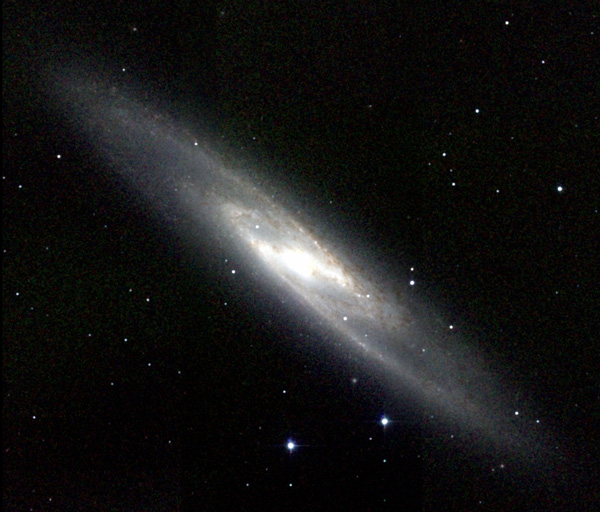
조각가자리 은하 (NGC 253)

원반 은하(영어: Disc galaxy)는 납작하고 별로 구성된 둥근 원반으로 구성된 은하이다. 은하의 중심부에는 비 원반 구조의 영역(팽대부)이 있기도 하고, 없는 경우도 있다.
원반 은하의 종류는 다음과 같다.
- 나선 은하
  - 정상 나선 은하  (유형 S, SA)
  - 막대 나선 은하 (유형 SB)
  - 중간 나선 은하 (유형 SAB)
- 렌즈형 은하 (유형 E8, S0, SA0, SB0, SAB0)

## 같이 보기
- 두꺼운 원반
- 얇은 원반